# 전자상가의 서점 아가씨
《전자상가의 서점 아가씨》(デンキ街の本屋さん)는 미즈 아사토의 일본 만화이다.
미디어펙토리의 '코믹 플래퍼' 지의 2011년 7월호부터 연재를 시작했다. 드라마 CD는 2013년 8월에 발매되었다. 신에이 애니메이션이 제작한 애니메이션은 2014년 10월부터 12월까지 방영했다.

## 줄거리
우마노호네(うまのほね, 말의 뼈)라고 불리는 가상의 동인지 서점에서 일하고 있는 사람들의 일상을 그린 작품.

## 등장 인물

### 우마노호네 서점
우마노호네 서점은 전자상가에 위치한 서점으로 동인지 등을 주로 취급하고 있다.
히오땅 (ひおたん)
성우 - 타카모리 나츠미
우마노호네 서점의 아르바이트 점원. 별명은 오타쿠는 아니지만 야오이에 관심이 있는 것을 따서 지어졌다. 다른 사람들과 달리 애니메이션에 대해 잘 알 지 못한다. 비정상적인 것을 순수하게 행동하지만, "정말로 야한 책을 좋아하는 사람"임을 인정한다. 칸토쿠는 히오땅을 당황하게 하고 놀리기도 한다. 히오땅은 칸토쿠를 좋아한다.
선생 (先生)
성우 - 츠다 미나미
우마노호네의 다른 점원. 선생은 "조나타로"(ジョナ太郎라는 필명을 쓰는 만화가 지망생이다. 위대한 만화가가 되고 싶다는 점에 착안하여 별명이 지어졌다. 소물리에와 함께 만화를 매우 좋아한다. 여성적인 면이 있는 히오땅과 비교해 보면, 그녀의 외양과 소녀다움이 별로 편하지 않기 때문에 옷을 대충 입는다. 만화를 그리다가 지쳐버리면 어린애같은 짓을 하며 히오땅 무릎에 엎드리게 되면 진정한다. 만화를 그리다가 마감 시간이 촉박하면 같은 서점의 점원이 돕기도 한다. 우미오를 좋아한다.
후 걸 (腐ガール)
성우 - 타케타츠 아야나 (애니메이션), MAKO (드라마 CD)
우마노호네의 여성 점원. 수줍은 소녀의 모습과 목소리를 가진 16세 여고생이지만 매우 거칠게 말할 수 있다. 좀비를 매우 좋아해서 좀비가 나타날 날을 대비하기도 한다. 우미오를 좀비로 분장시키면 괜찮을 것이라고 생각하고 있으며, 좀비로 분장한 우미오를 야구 배트를 이용해 때리기도 한다. 별명은 좀비를 좋아하는 망상에 사로잡힌 것을 따서 지었다. 본명은 야츠 코하루(일본어: 谷津 コハル).
카메코 (カメ子)
성우 - 아이자와 마이
"우마노호네의 여성 점원. 카메라에 과도하게 집착한다. 우마노호네와 직원 사진을 종종 찍지만, "스포트라이트를 받을만한 사람이 아니"라며 사진 조직하는 것을 꺼린다. 별명은 거북이를 의미하기도 해서 카메라에 달린 열쇠고리는 거북이다. 칸토쿠를 좋아한다.
우미오 (海雄)
성우 - 오사카 료오타
우마호노네의 새로운 점원. 별명이 없는 집단(별명을 만들어도 정착되지 않음)의 키도 크고 덩치도 큰 사람이다. 만화애 애니메이션, 특히 2D 소녀들에 관해서 남들과 다르게 튄다. "조나타로우"의 팬이며 그녀의 만화 그리기를 도와준다. 츠모링의 팬이기도 하다. 우미오와 선생은 서로 좋아하는 것으로 여긴다. 여동생은 부녀자.
칸토쿠 (カントク)
성우 - 마츠오카 요시츠구
우마노호네의 다른 점원. 다른 점원들을 그의 비디오카메라로 촬영하기도 하는데, 특히 히오땅을 촬영한다. 칸토쿠라는 별명은 그가 영화감독이 되고 싶어했기 때문에 지어진 것이다. 그는 특히 히오땅과 우미오와 같이 다른 점원을 놀리는 것을 좋아한다. 가슴과 속옷에 패티쉬가 있다. 츠모링과 사이가 좋아서 츠모링을 놀리기도 하지만 그가 좋아하는 소녀와 같이 좋게 대해준다.
소물리에 (ソムリエ)
성우 - 토미타 타카히로 (애니메이션), 스기타 토모카즈 (드라마 CD)
키가 크고 얼굴이 큰 우마노호네의 점원. 만화에 대한 심오한 지식을 가지고 있어서 사람들에게 그들이 읽을만한 적당한 만화를 추천해주는 재주가 있다. "소믈리에 미팅"은 많은 사람들에게 그가 만화를 추천해 주는 정기 행사이다. 여자들 사이에서 인기가 많다. 초등학교 때 G-Man과 같은 반 친구였다. 나중에 후걸에게 사랑을 고백하고 데이트를 시작하게 된다.
점장 (店長)
우마노호네의 점장. 애니메이션에서는 차회 예고에서만 등장한다

### 기타
츠모링 (つもりん)
성우 - 사토 사토미
우마노호네의 전 점원. 지금은 츠모리 하루카(つもり はるか)란 팬 네임으로 라노벨 작가로 활동하고 있다. 술을 좋아하지만 쉽게 취한다. 츠모링과 칸토쿠는 사귄 적이 있으며 지금까지고 칸토쿠에 대한 감정이 있지만, 칸토쿠가 히오땅을 좋아한다는 것 역시 알고 있다.
에로혼G멘 (エロ本Gメン)
성우 - 코바야시 유우
도청에서 성인용 야한 책의 진열 상태를 검사하러 오는 검사관. 야오이를 좋아한다. 소물리에를 좋아한다.
야츠 타이시 (谷津 タイシ)
후걸의 남동생. 중학교 2학년. 언니를 하루라고 부른다.
소라 (そら)
우미오의 여동생. 중학생. 부녀자. 모든 일을 BL로 연관짓는다.

## 단행본 목록
- 2011년 11월 12일 발매, 2011년 11월 30일 발행 ISBN 978-4-8401-4063-8[1]
- 2012년 4월 23일 발매, 2012년 4월 30일 발행 ISBN 978-4-8401-4458-2[2]
- 2012년 8월 23일 발매, 2012년 8월 30일 발행 ISBN 978-4-8401-4713-2[3]
- 2013년 1월 23일 발매, 2013년 1월 31일 발행 ISBN 978-4-8401-4787-3[4]
- 2013년 7월 23일 발매, 2013년 7월 31일 발행 ISBN 978-4-8401-5089-7[5]
- 2013년 12월 21일 발매, 2013년 12월 31일 발행 ISBN 978-4-8401-5089-7[6]
- 2014년 5월 23일 발매, 2014년 5월 31일 발행 ISBN 978-4-04-066559-7[7]
- 2014년 9월 23일 발매, 2014년 9월 30일 발행 ISBN 978-4-04-066858-1[8][9]
  - 전자상가의 서점 아가씨 8.5 가이드북 ISBN 978-4-04-066859-8
- 2015년 2월 23일 발매, 2015년 2월 28일 발행 ISBN 978-4-04-067265-6[10]
- 2015년 7월 23일 발매, 2015년 7월 31일 발행 ISBN 978-4-04-067558-9[11]
- 2016년 1월 23일 발매, 2016년 1월 31일 발행 ISBN 978-4-04-067558-9[12]
- 2016년 6월 23일 발매, 2016년 6월 30일 발행 ISBN 978-4-04-068282-2[13]
- 2016년 11월 21일 발매, 2016년 11월 21일 발행 ISBN 978-4-04-068578-6[14]

### 단편집
- 미야타 서점에 오신것을 환영합니다! 2012년 8월 23일[15] 발매, 2012년 8월 30일 발행 ISBN 978-4-8401-4714-9
- 남자 화장실에서 썸탄 이야기 2014년 10월 23일[16][17] 발매, 2014년 10월 31일 발행 ISBN 978-4-04-066886-4
- 옥상에 피는 꽃 2014년 10월 23일 발매, 2014년 10월 31일 발행 ISBN 978-4-04-066885-7

## 드라마 CD
'전자상가의 서점 아가씨 드라마 CD: 우마노호메의 사람들'(デンキ街の本屋さんドラマCD～うまのほねの人々～)은 호비레코드가 제작했는데 2013년 8월 5일에 발매되었고, 코믹 토라노아나 상점에서 제한적으로 판매되었다. 각본은 미즈 아사토와 히구라시 챠보오가 밭았다.

## 애니메이션
애니메이션은 신에이 애니메이션이 제작했고, 사토 마사후미가 감독을 맡았다. 2014년 10월 2일부터 12월 18일까지 방영했다. 오프닝곡은 타케타츠 아야나가 부른 "베어 먹다 만 사과"(齧りかけの林檎)이고, 엔딩테마는 타카모리 나츠미, 츠다 미나미, 타케타츠 아야나, 아이자와 마이로 구성된 Denk!Grils가 부른 "two-Dimension's Love"이다.